# Новаэс, Луис Густаво
Луи́с Густа́во Нова́эс Па́льярес (порт.-браз. Luis Gustavo Novaes Palhares; род. 20 февраля 1998, Сан-Паулу), более известный как Луиза́н (порт.-браз. Luizão) — бразильский футболист, полузащитник польского клуба «Радомяк».

## Биография
Родился 20 февраля 1998 года в Сан-Паулу. С 2013 по 2017 года находился в составе команды «Сан-Паулу».
Летом 2017 года перешёл в португальский «Порту», который заплатил за бразильца 3 миллиона евро. Выступал за фарм-клуб — «Порту B». Дебют в составе команды состоялся 6 августа 2017 года в рамках Второй лиги Португалии против «Жил Висенте» (1:2). Уже в следующем матче Луизао забил свой первый гол в ворота «Ароки» (2:2).
В августе 2019 года полтавская «Ворскла» объявила о годичной аренде Луизао у «Порту». Дебют в чемпионате Украины состоялся 10 августа 2019 года в матче против «Львова» (3:2). Свой первый гол в Премьер-лиге забил 15 декабря 2019 года в ворота львовских «Карпат» (2:1). После этой игры сайт Football.ua включил его в символическую сборную 18-го тура. Вместе с командой дошёл до финала Кубка Украины, где полтавчане уступили киевскому «Динамо» в серии пенальти.

## Достижения
- Финалист Кубка Украины: 2019/20

## Статистика
| Сезон   | Клуб    | Лига                   | Чемпионат | Чемпионат | Кубок | Кубок | U-21 | U-21 |
| Сезон   | Клуб    | Лига                   | Игры      | Голы      | Игры  | Голы  | Игры | Голы |
| ------- | ------- | ---------------------- | --------- | --------- | ----- | ----- | ---- | ---- |
| 2017/18 | Порту B | Вторая лига Португалии | 35        | 2         |       |       |      |      |
| 2018/19 | Порту B | Вторая лига Португалии | 29        | 1         |       |       |      |      |
| 2019/20 | Ворскла | Премьер-лига Украины   | 20        | 1         | 3     | 0     | 1    | 0    |